# Barbus tanapelagius
Barbus tanapelagius és una espècie de peix cipriniforme de la família dels ciprínids.

## Morfologia
Els mascles poden assolir els 5,2 cm de longitud total.

## Distribució geogràfica
Es troba al llac Tana (Àfrica).